# Windows 16 bits
Il n'existe pas de Windows 16 bits en tant que système d'exploitation autonome. Les systèmes Microsoft Windows sont basés sur des architectures 32 et 64 bits depuis des décennies. L'ère des logiciels 16 bits de Microsoft a pris fin avec l'évolution des ordinateurs personnels vers des architectures plus puissantes.

### L'évolution de Windows
Le système d'exploitation Windows a commencé comme une interface graphique pour MS-DOS. Les premières versions de Windows, telles que Windows 1.0, 2.0, et 3.x, étaient des environnements d'exécution 16 bits. Cela signifie qu'elles étaient conçues pour fonctionner sur des processeurs comme les Intel 8086, 80286, et 80386, qui géraient des données et des instructions par paquets de 16 bits. Ces versions utilisaient un mode de fonctionnement limité de ces processeurs, et elles étaient dépendantes de MS-DOS pour des fonctions de bas niveau comme la gestion des fichiers.

### La transition vers le32 bits
Le passage à l'architecture 32 bits a marqué un tournant majeur pour Windows.
- Windows 95 et 98 : Bien que ces systèmes d'exploitation aient encore un héritage 16 bits, ils étaient majoritairement 32 bits. Ils utilisaient un mode de fonctionnement "protégé" des processeurs Intel 386 et ultérieurs, permettant une gestion de la mémoire plus efficace et le multitâche préemptif, ce qui rendait le système beaucoup plus stable et réactif.

Windows NT : Développée en parallèle des versions grand public, la famille de systèmes d'exploitation Windows NT (qui est le précurseur de Windows 2000, XP, Vista, et de toutes les versions modernes de Windows) était nativement et entièrement 32 bits dès le départ.

### Fin du support des applications16 bits
Aujourd'hui, les versions modernes de Windows, à partir de Windows XP Professionnel x64 Edition et plus, sont majoritairement 64 bits. Bien qu'elles puissent encore exécuter certaines applications 32 bits, la prise en charge des programmes 16 bits est limitée. Les systèmes d'exploitation 64 bits récents n'ont plus la capacité intégrée d'exécuter directement les applications 16 bits. C'est pourquoi des solutions de virtualisation, comme l'utilisation d'une machine virtuelle ou d'un émulateur comme DOSBox, sont souvent nécessaires pour faire fonctionner d'anciens jeux et logiciels.
En résumé, il n'existe pas de Windows 16 bits, mais plutôt des applications 16 bits qui ont coexisté avec les premières versions de Windows. L'évolution vers les architectures 32 et 64 bits a permis des avancées considérables en termes de performance et de stabilité.